# Біланівський гірничо-збагачувальний комбінат
Біланівський гірничо-збагачувальний комбінат — підприємство в місті Горішні Плавні, товариство з обмеженою відповідальністю. Належить Костянтину Жеваго (компанія Ferrexpo).
Метою створення компанії є розробка Біланівського та Галещинського родовищ.
Біланівський ГЗК (БГЗК) створений у 2009 році для промислової розробки двох родовищ – Біланівського (балансові запаси залізистих кварцитів – 1663 млн т) і Галещинського (балансові запаси залізистих кварцитів – 776 млн т, балансові запаси багатих залізних руд – 268 млн т).
Наразі комбінат перебуває в початковій стадії будівництва, займаючись проведенням експертизи проекту та отриманням відводів землі.
Видобуток руди здійснюватиметься відкритим (Біланівське родовище) і шахтним (Галещинське родовище) способами. Програма розвитку передбачає також будівництво збагачувальної фабрики та фабрики з виробництва окатишів.

## Історія
Підприємство створено 7 грудня 2009 року компанією Ferrexpo.
Отримало в Держуправлінні охорони навколишнього середовища в Полтавській області дозволи:
- дозвіл на викиди (2011)
- дозвіл на розміщення відходів (2012)
- дозвіл на спеціальне водокористування (2012)

### Критика та оскарження будівництва
З 2010 року активісти та екологи протестують проти будівництва Біланівського ГЗК, вказуючи на погіршення екологічної ситуації у регіоні.
27 червня 2013 року Кременчуцька районна рада ухвалила рішення про затвердження Схеми планування території Кременчуцького району, що передбачала будівництво комбінату. У 2014 році Автозаводський районний суд скасував рішення районної ради, на що 19 травня 2014 компанія подала апеляційну скаргу у Харківський апеляційний адміністративний суд.
Після численних судових розглядів 3 грудня 2015 року рішення про затвердження схеми Кременчуцького району залишилося у силі.

## Заплановане розташування
Згідно з схемою планування території Кременчуцького району на території розробки розташовані села Остапці, Василенки, Бондарі та Базалуки. Жителі цих сіл будуть переселені. Усього планується відселити 14 сіл. Крім того, буде перенесено дорогу Полтава-Кременчук.
У 2016 році відбулися громадські слухання з жителями сіл і селищ, які підпадають під відселення у процесі будівництва БГЗК. Жителі погодилися з пропозиціями БГЗК і підтримали його розвиток.
Виведення БГЗКа на повну потужність планується не раніше 2023 року. За інформацією ЗМІ, в будівництво БГЗКа планується інвестувати $3 млрд.